# Noriki (ljudstvo)
Noriki (latinsko Norici) so bili plemenska skupnost 13. skupnosti ljudi v rodovno-plemenski zvezi, (med katerimi so bili med drugimi tudi Elveti, Laianci, Uperaci in drugi), od katerih je bila večina povsem keltskih, ki so v 2. stoletju pr. n. št., skupaj s Tavriski - drugim največjim plemenom, ustanovili na območju med Innom in Donavo državno tvorbo znano iz antičnih virov  kot Regnum Noricum (Noriško kraljestvo).
Gospodarstvo Norikov je bilo zasnovano predvsem na pastirstvu, med katerim je pomembno mesto zavzemala reja konj, in pa na rudarstvu in metalurgiji, med katerim je  bilo gospodarsko pomembno predvsem  železarstvo, pa tudi  pridobivanje zlata. Prudukcija v naštetih dejavnostih je naseljence in njihovo vodstvo intenzivno povezovala s sosedi, posebej z Germani in Rimljani.